# (8363) 1990 RV
1990 أر في (ويعرف أيضًا باسم (8363) 1990 أر في وفق تسمية الكوكب الصغير) (بالإنجليزية: 1990 RV)‏ هو كويكب ضمن حزام الكويكبات؛ وترتيبه 8363 من حيث الاكتشاف.
اكتُشف هذا الجُرم الفلكي بواسطة C. Michelle Olmstead ‏ في 13 سبتمبر 1990.

## وصلات خارجية
- (8363) 1990 RV في قاعدة بيانات مختبر الدفع النفاث لأجرام النظام الشمسي الصغيرة

- الاكتشاف · مخطط المدار ·  العناصر المدارية · المعلمات المادية

- (8363) 1990 RV على موقع ويكي سكاي: DSS2, SDSS, GALEX, IRAS, Hydrogen α, X-Ray, Astrophoto, Sky Map, Articles and images